# Мусиенко, Геннадий Андреевич
Генна́дий Андре́евич Мусие́нко (1916—1989) — деятель партизанского движения на Украине, партийный деятель, Герой Социалистического Труда.

## Биография
Родился 24 декабря 1916 года в городе Бахмут. Украинец. Окончил школу. Работал учётчиком в заготовительных организациях Сумской области (Украина). В 1937—1941 годах проходил службу в армии, сержант.
С началом Великой Отечественной войны был зачислен в создаваемый секретарём Черниговского обкома партии А. Ф. Фёдоровым партизанский отряд. В партизанском отряде (в дальнейшем преобразованном в Черниговско-Волынское партизанское соединение) был рядовым разведчиком, заместителем командира соединения по разведке и командиром партизанского отряда имени В. И. Чапаева.
В июне 1944 года, после освобождения Украины, был назначен заместителем председателя Скадовского райисполкома (Херсонская область), а затем до 1946 года был председателем Каланчакского райисполкома (Херсонская область). Член ВКП(б)/КПСС с 1946 года. В 1948 году окончил партийную школу (в Одессе) и был избран председателем Скадовского райисполкома. Занимался вопросами восстановления разрушенного войной народного хозяйства.
В 1955—1962 — первый секретарь Бериславского райкома партии (Херсонская область). В этот период в районе значительно окрепла экономика совхозов, повысилась урожайность земель, возросло производство животноводческой продукции. В связи с началом строительства Северо-Крымского оросительного канала в 1963 году направлен в Каховский район (Херсонская область) секретарём парткома Каховского территориального колхозно-совхозного производственного управления.
С января 1965 года по 1972 год — первый секретарь Каховского райкома партии. Благодаря внедрению в районе орошаемого земледелия в 1966 году хозяйства района достигли небывалой (в то время) урожайности ранних зерновых и валовых сборов. Каховский район в тот год продал государству 50.991 тонну зерна. После освобождения от должности первого секретаря Каховского райкома партии до 1980 года работал в народном хозяйстве.
Жил в городе Каховка Херсонской области. Погиб в автомобильной катастрофе 11 сентября 1989 года в районе городе Первомайск (Николаевская область, Украина), направляясь в Киев на похороны своего боевого командира А. Ф. Фёдорова.

## Награды
- Герой Социалистического Труда (23.06.1966)
- 2 ордена Ленина (26.02.1958; 23.06.1966)
- орден Октябрьской Революции (08.04.1971)
- орден Красного Знамени (07.08.1944)
- орден Отечественной войны 1-й степени (02.05.1945)
- орден Отечественной войны 2-й степени (11.03.1985)
- орден Красной Звезды (08.05.1944)
- медаль «За боевые заслуги» (18.05.1942)
- Медаль «Партизану Отечественной войны 1-й степени» (05.06.1943)
- другие медали